# Trammuseum (tramhalte)
Trammuseum (Frans: Musée du Tram) is een tram- en bushalte van de Brusselse vervoersmaatschappij MIVB, gelegen in de gemeente Sint-Pieters-Woluwe aan het Museum voor het Stedelijk Vervoer te Brussel, gekend als het Trammuseum.

## Geschiedenis
De halte Trammuseum opende op 14 maart 2011 ter gelegenheid van de verlenging van tramlijn 94 van Herrmann-Debroux tot het Trammuseum. Bij het bouwen van het eindpunt gelegen op de Woluwelaan (ter hoogte van het Bronnenpark) werden de bestaande sporen vervangen en nieuwe ruimtelijke ordening gehanteerd. In feite is de halte Trammuseum het gevolg van de fusie van twee haltes die kort bij elkaar lagen, nl. "Woluwe" en "Woluwe Remise".
Oorspronkelijk was voorzien dat de drie tramlijnen en twee buslijnen (richting Louiza, Ban-Eik en Tervuren Station) aan hetzelfde perron moesten stoppen. Echter bleek dit nefast te zijn voor enerzijds de reizigers die tijdens de spitsuren op een overbevolkt perron verspreid stonden en moeilijk konden overstappen, en anderzijds voor de voertuigen die elkaar ophielden bij het in- en uitladen van hun reizigers. De huidige situatie zorgt ervoor dat trams en bussen over hun aparte "zone" beschikken.
Tussen 2011 en 2018 bevond het eindpunt "Trammuseum / Musée du Tram" van tramlijn 94 zich ter hoogte van het begin van de Woluwelaan en bestond uit een overloopwissel naar een enkelspoor. Op 13 februari 2018 werd het uiteinde van deze lijn verbonden met de sporen in aanbouw ter verlenging van tramlijn 94 naar Roodebeek. Het eindpunt werd omgevormd tot een volwaardige overloopwissel, dat in de toekomst zal dienen bij verkorte ritten. Met de inhuldiging van het trajectdeel Trammuseum - Roodebeek op 28 september 2018 werd buslijn 42 beperkt tot Roodebeek en kreeg de voormalige tramlijn 94 met de verlenging van het traject eveneens een nieuw nummer: tramlijn 8.

## Situering
Tegenwoordig ligt de halte Trammuseum centraal tussen deze voormalige haltes. Hierbij stoppen tramlijnen 39 en 44 richting Montgomery aan een gemeenschappelijk perron, met aan de overzijde de halte van tramlijn 8 richting Roodebeek.
In de tegengestelde richting beschikken de drie tramlijnen over een gemeenschappelijke instaphalte. Kort voor het verlaten van tramlijn 8 richting Herrmann-Debroux werd een "bypass" aangelegd. Dit is een extra spoor voor tramlijn 8, zodat deze op het verkeerslicht kan wachten zonder het verkeer richting Ban-Eik en Tervuren Station te hinderen.
De voormalige haltes "Woluwe" en "Woluwe Remise" waren op de volgende plaatsen gelegen:
- Woluwe: bij het verlaten van het perron richting Montgomery, ter hoogte van het eindpunt en instaphalte van Noctislijn N06.
- Woluwe Remise: ter hoogte van de bypass van tramlijn 8 richting Louiza, net voor het inrijden van de Vorstlaan.

## Aansluiting
Aan Trammuseum is er aansluiting voorzien met buslijn 36. Het eindpunt van buslijn 42 bevond zich in de Leybeekstraat, naast het Museum voor Stedelijk Vervoer te Brussel. Deze halte wordt niet meer bediend, zoals het geval was bij de vorige verlengingen van tramlijn 94 (Wiener — H.-Debroux in 2006 en H.-Debroux — Trammuseum in 2011).

## Afbeeldingen

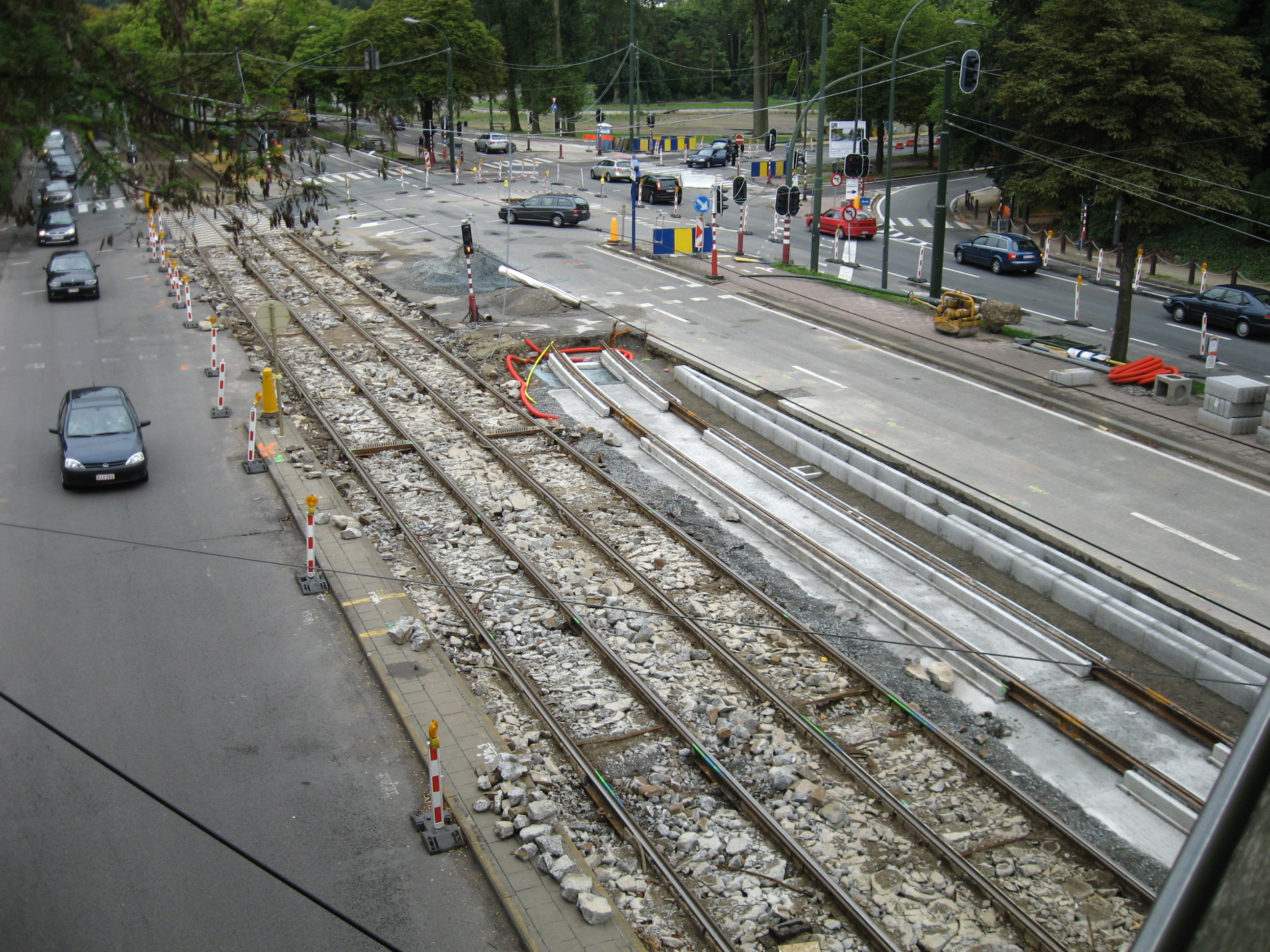
Aanleg van de bypass richting Louiza (2010)
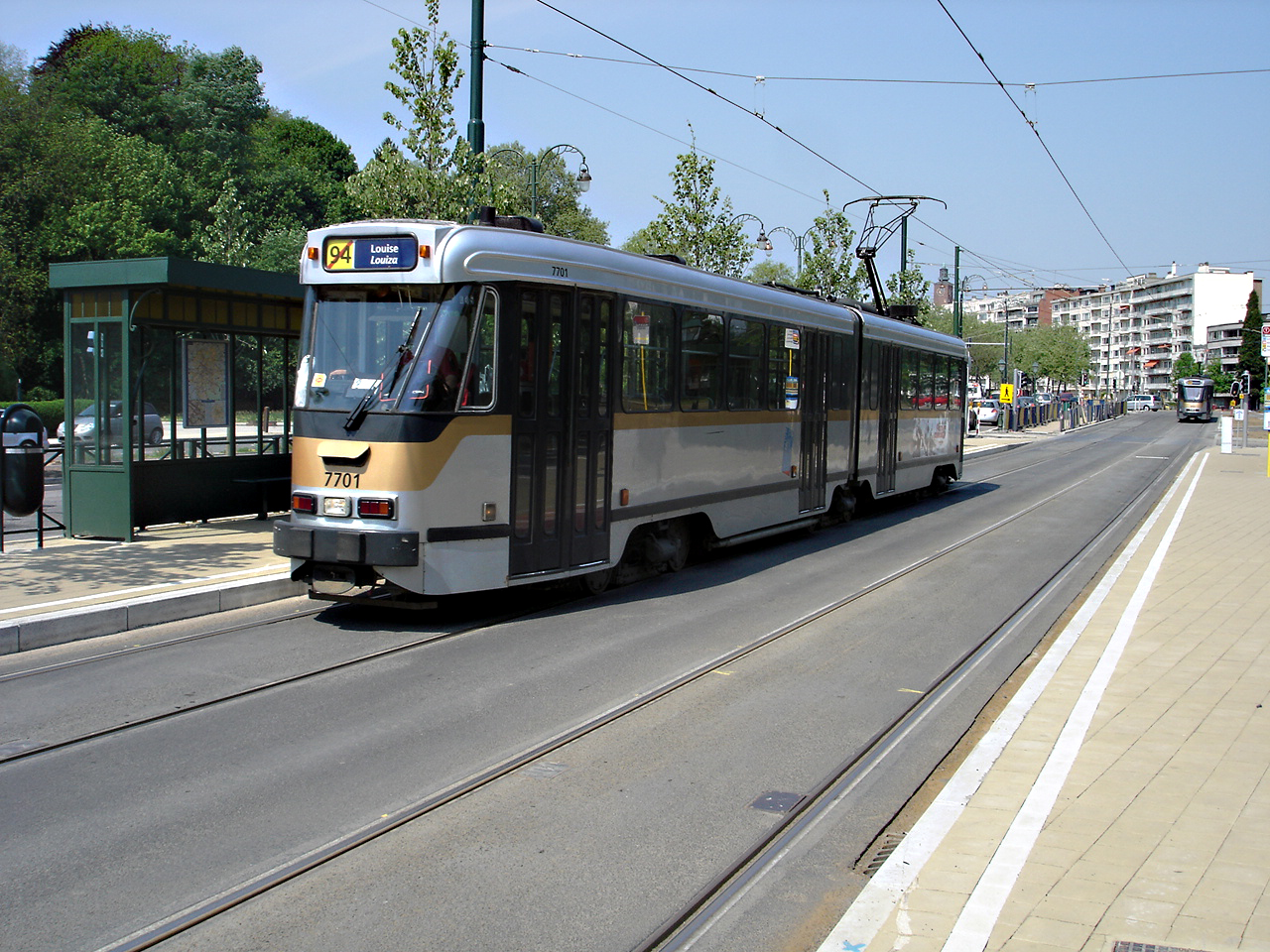
Instaphalte richting Ban-Eik, Tervuren en Louiza (2011)
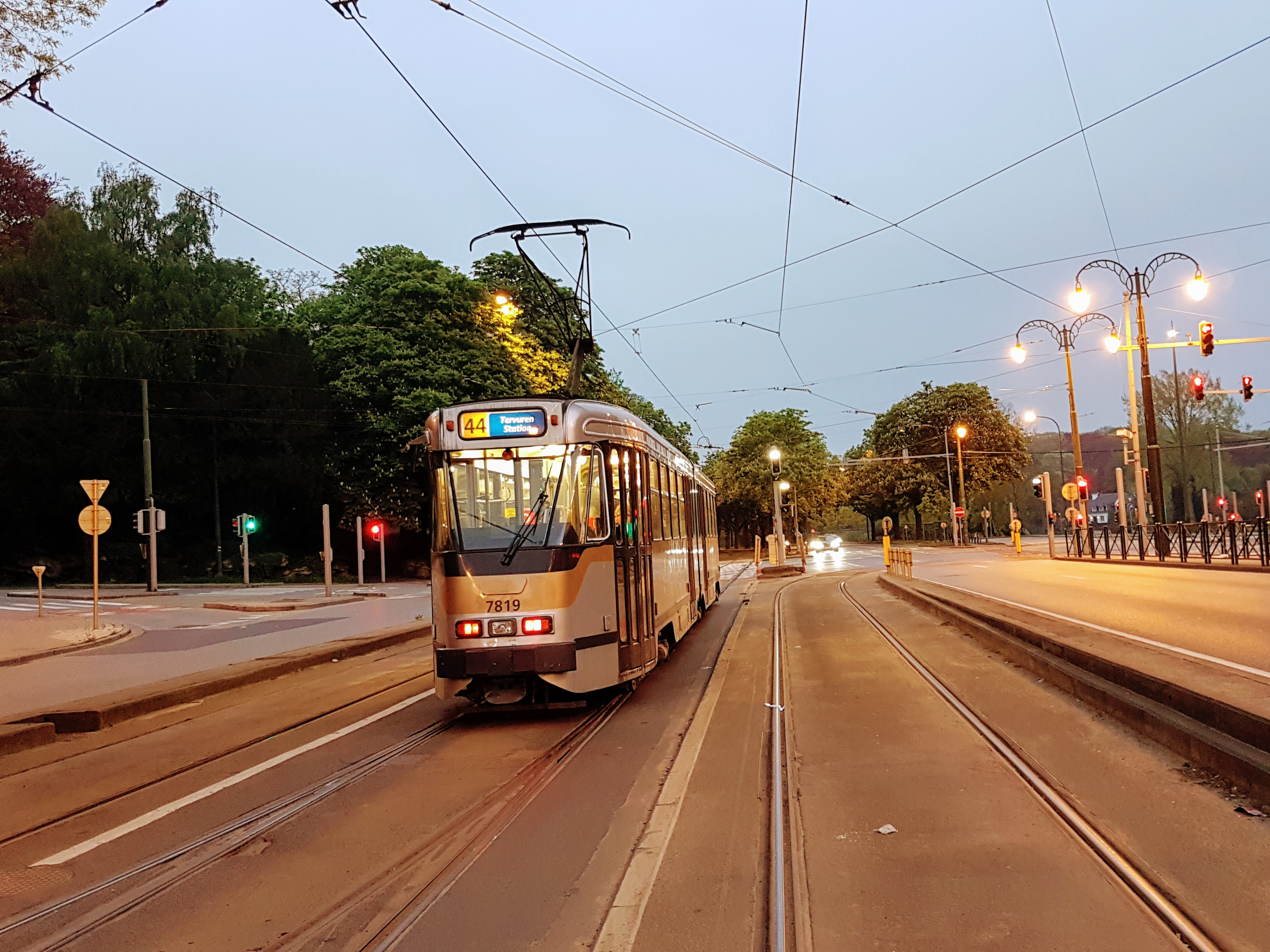
Aan de rechterkant van de tram bevindt zich de bypass van tramlijn 94 (2017)
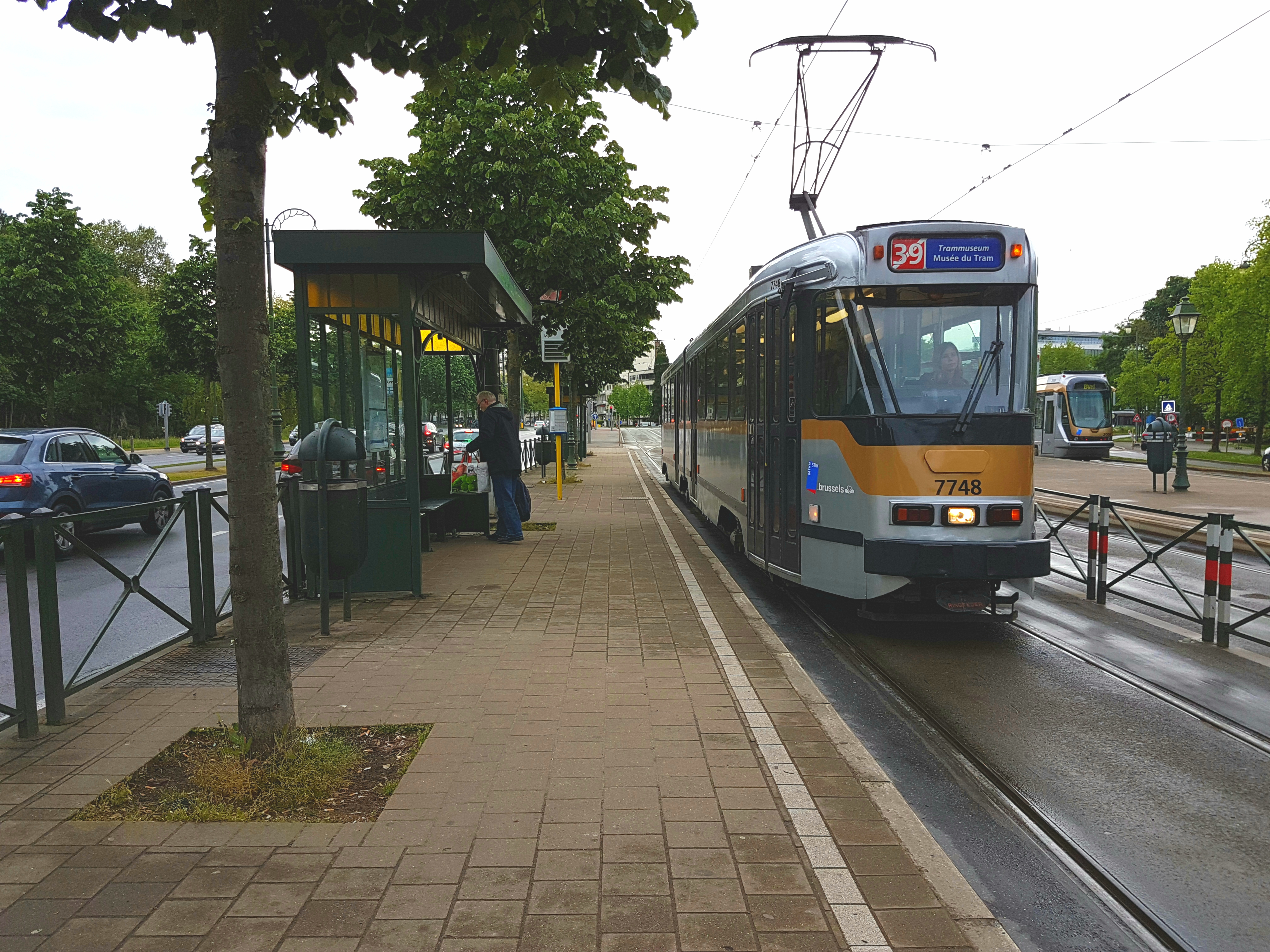
Tram 39 rijdt het perron van buslijn 36 richting Konkel voorbij (2017)
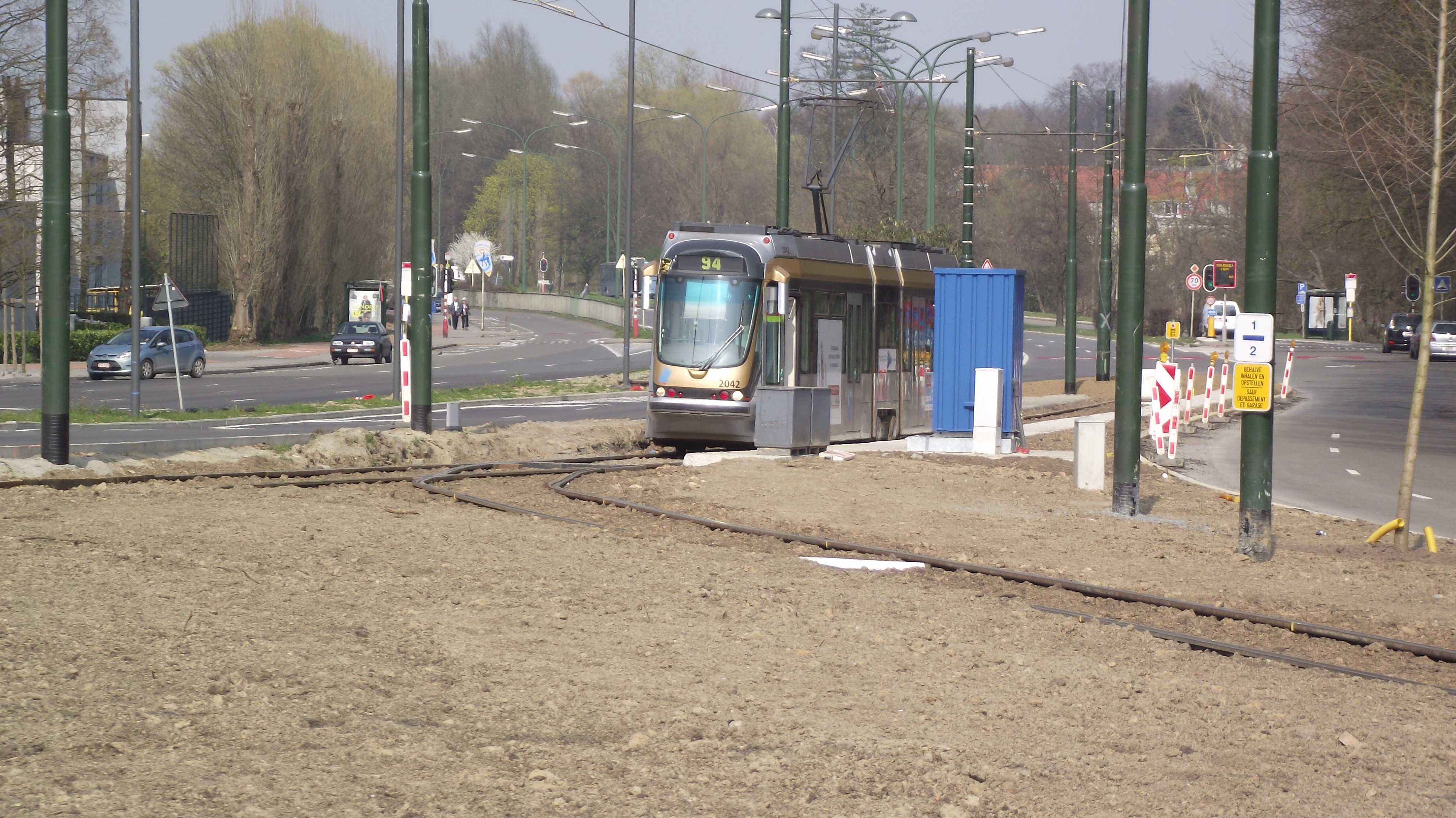
Eindpunt van tramlijn 94 tussen 2011 en 2018
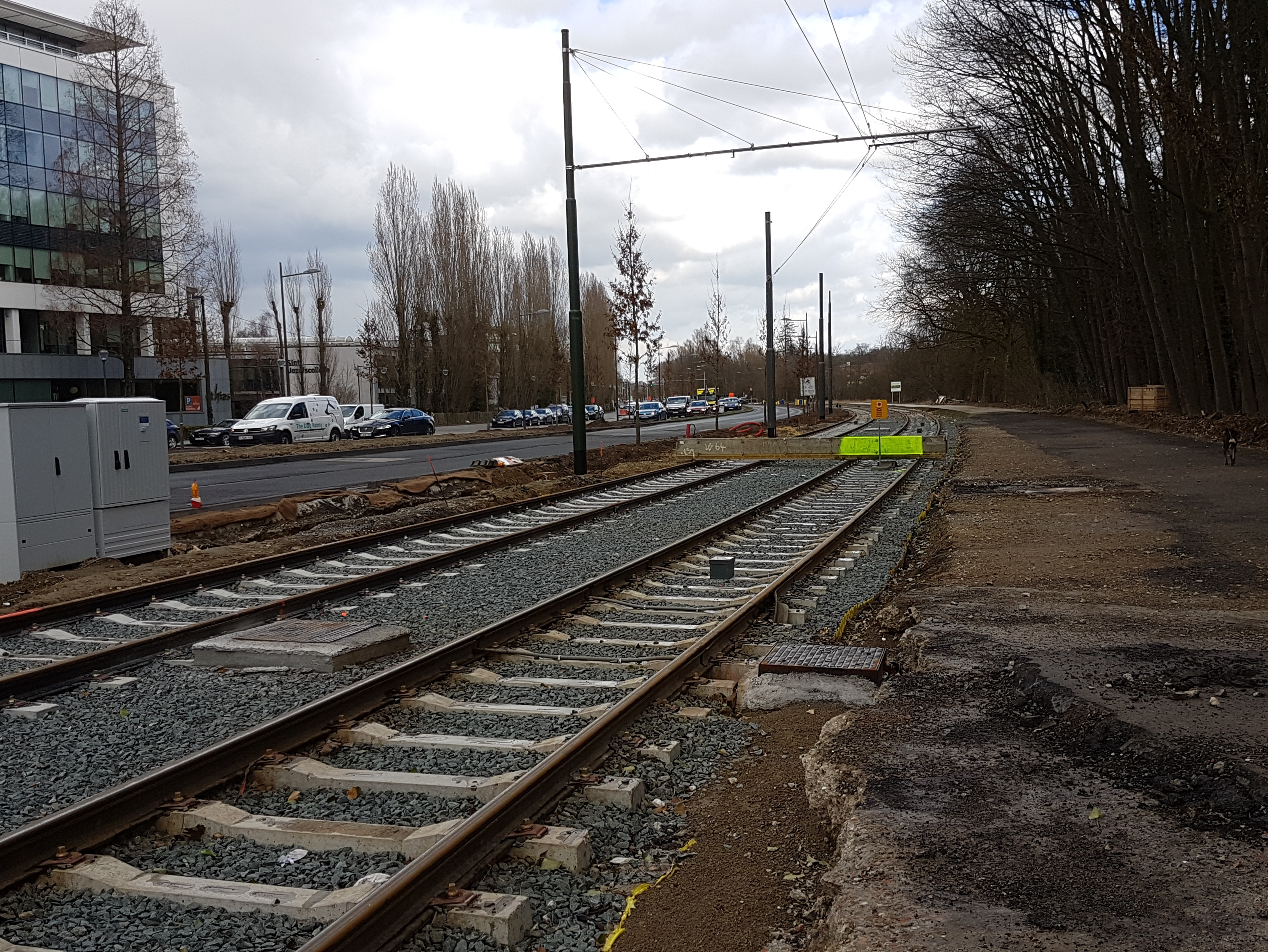
Tijdelijk eindpunt van tramlijn 94 na de verbinding met de sporen richting Roodebeek (2018)
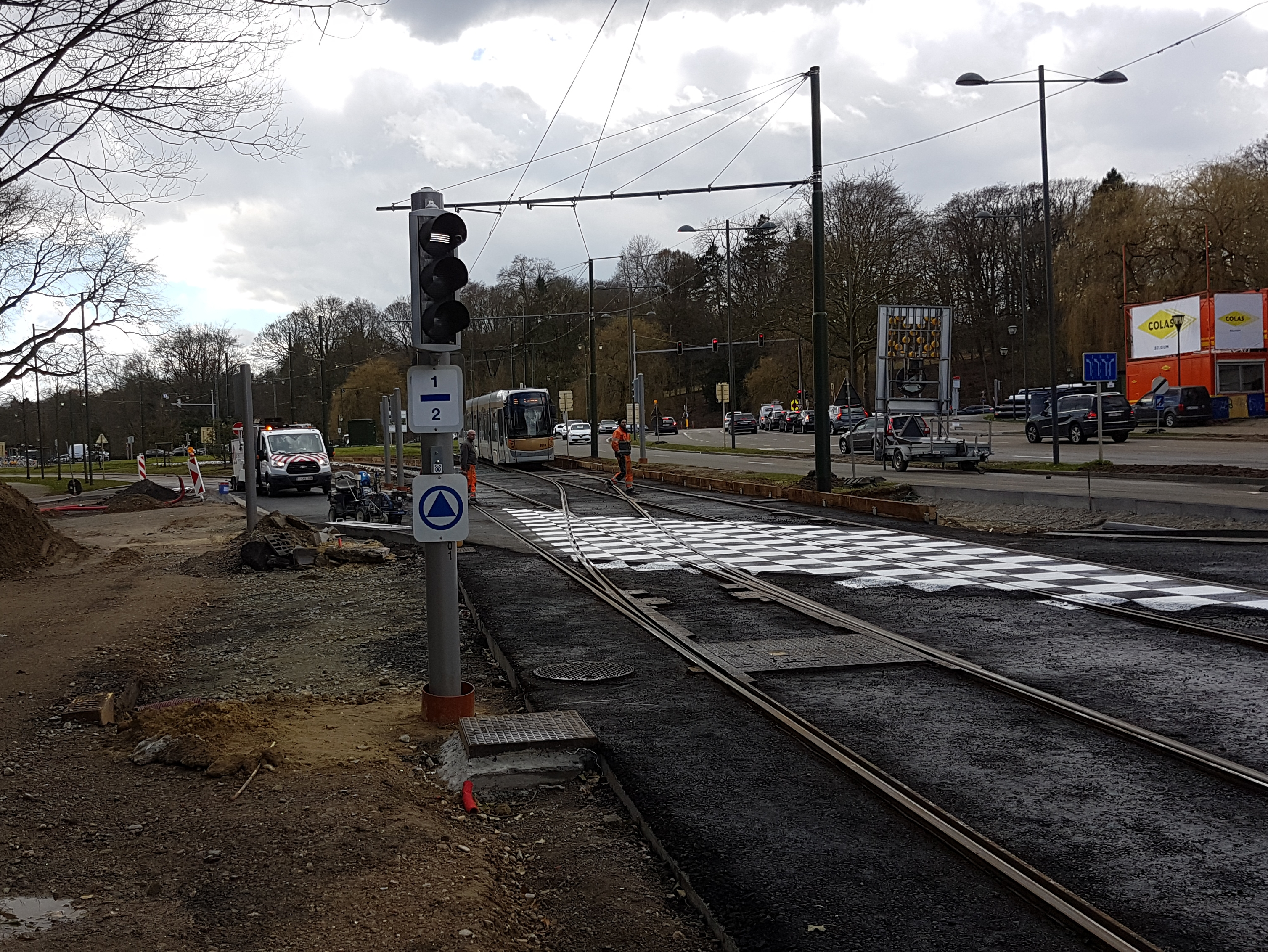
Wissel voor beperkte trajecten tot Trammuseum op lijn 94

Louiza · 
Stefania · 
Defacqz · 
Baljuw · 
Vleurgat · 
Abdij · 
Legrand · 
Ter Kameren-Ster · 
Buyl · 
Johanna · 
ULB · 
Solbos · 
Marie-José · 
Brazilië · 
Boondaal Station · 
Renbaan van Bosvoorde · 
Lieveheersbeestjes · 
Bosvoorde Station · 
Delleur · 
Wiener · 
Valkerij · 
Tenreuken · 
Seny-park · 
Herrmann-Debroux · 
Oudergem-Shopping · 
Vorstrondpunt · 
Empain · 
Trammuseum · 
Bronnenpark · 
Voot · 
Woluwe Shopping · 
Roodebeek